# Studienkirche St. Ursula (Neuburg an der Donau)

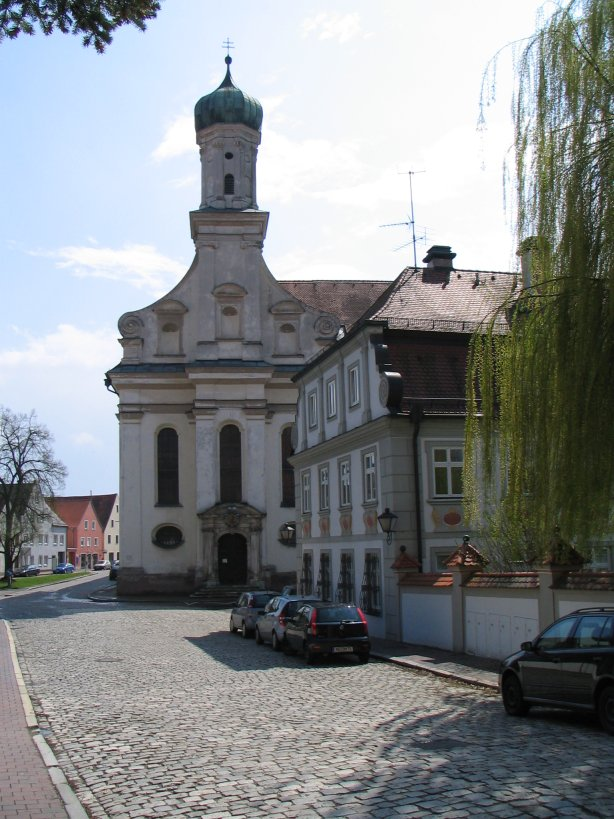
Die Studienkirche St. Ursula

Die römisch-katholische Studienkirche St. Ursula in Neuburg an der Donau gehört zum Dekanat Neuburg-Schrobenhausen des Bistums Augsburg.

## Geschichte
Im Jahr 1696 stiftete Kurfürst Johann Wilhelm das Ursulinenkloster Sankt Maria mit der zugehörigen Kirche St. Ursula. Kloster und Kirche wurden durch den Baumeister Valerian Brenner von 1699 bis 1701 erbaut. Die Kirche bildet die Nordostecke der quadratischen Klosteranlage und ist nach Süden ausgerichtet. In der Mitte der Nordfassade tritt risalitartig der Turm mit hohem, quadratischem Unterbau, kurzem Oktogon und Zwiebelhaube hervor. Die Kirche ist ein Saalbau mit eingezogenem, halbrund geschlossenem Chor.
Das Kloster wurde im Zuge der Säkularisation 1813 aufgelöst. 1816 übernahm das Studienseminar Neuburg die Klostergebäude und die Kirche.
In den Jahren 1989/1990 erfolgte eine umfassende Renovierung und 2015 eine Außenrenovierung.

## Ausstattung
Der Innenraum wurde 1701 mit Stuck von Giovanni Niccolò Perti ausgestattet: im Chor Medaillons und über dem Chorbogen eine Kartusche mit dem Wappen des Stifters. Die Fresken die Johann Christoph Schalck im gleichen Jahr schuf, zeigen im Chor die Heilige Dreifaltigkeit, im Langhaus den hl. Augustinus, die hl. Ursula und die Vision der hl. Angela Merici und an der Emporenbrüstung den hl. Nikolaus, hl. Angela und den hl. Thomas von Villanova. Die Altäre und Kanzel wurden um 1720 im Umkreis von Ehrgott Bernhard Bendl geschaffen.

## Orgel

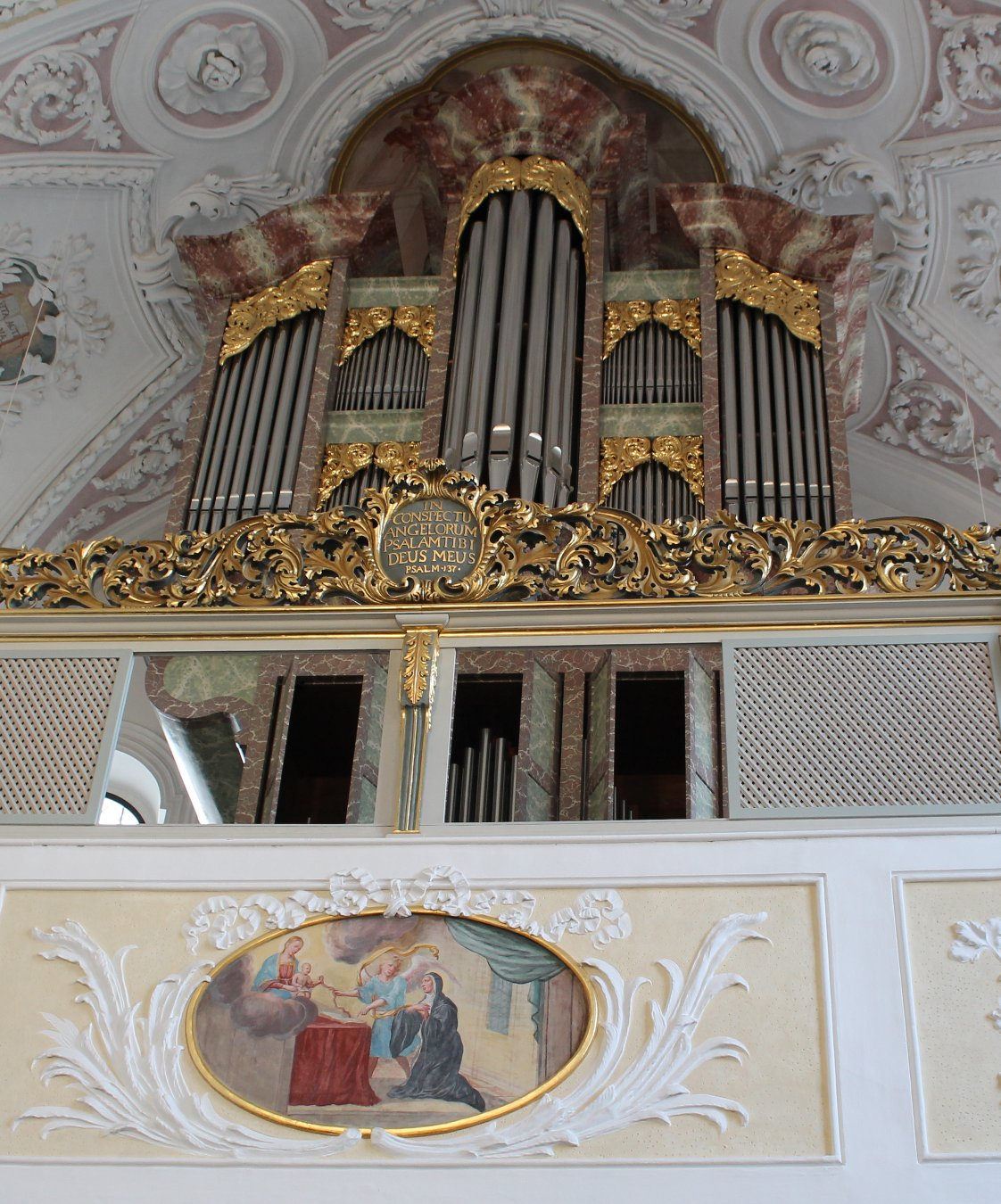
Die Orgel

Die Orgel wurde 1985 von Hans Gerd Klais gebaut. Sie hat 40 Register auf drei Manualen und Pedal. Die Disposition lautet:
| I Positiv   |        |
| Holzgedackt | 8′     |
| Salicet     | 4′     |
| Rohrflöte   | 4′     |
| Nasard      | 2 ⁄3′  |
| Principal   | 2′     |
| Terz        | 1 3⁄5′ |
| Sifflet     | 1′     |
| Cymbel III  |        |
| Voxhumana   | 8′     |
| Tremulant   |        |

| II Hauptwerk |       |
| Pommer       | 16′   |
| Principal    | 8′    |
| Offenflöte   | 8′    |
| Bourdon      | 8′    |
| Octave       | 4′    |
| Traversflöte | 4′    |
| Quinte       | 2 ⁄3′ |
| Superoctave  | 2′    |
| Cornet V     |       |
| Mixtur IV    |       |
| Trompete     | 8′    |

| III Oberwerk   |       |
| Holzflöte      | 8′    |
| Gamba          | 8′    |
| Vox Coelestis  | 8′    |
| Principal      | 4′    |
| Blockflöte     | 4′    |
| Flageolett     | 2′    |
| Larigot        | 1 ⁄3′ |
| Sesquialter II |       |
| Scharff IV     |       |
| Dulcian        | 16′   |
| Hautbois       | 8′    |

| Pedal         |     |
| Principal     | 16′ |
| Subbaß        | 16′ |
| Octave        | 8′  |
| Gemshorn      | 8′  |
| Tenoroctave   | 4′  |
| Hintersatz IV |     |
| Posaune       | 16′ |
| Zinke         | 8′  |
| Schalmey      | 4′  |

- Koppeln: I/II, III/II, III/I, I/P, II/P, III/P
- Spielhilfen: 6-facher mechanischer Setzer
- Bemerkungen: Schleifladen, mechanische Spiel- und Registertraktur